# Obrovac (Serbia)
Obrovac (cyr. Обровац) – wieś w Serbii, w Wojwodinie, w okręgu południowobackim, w gminie Bačka Palanka. W 2011 roku liczyła 2944 mieszkańców.